# Бицане, Лаура
Лаура Бицане (латыш. Laura Bicāne) — латгальская певица и автор песен. Получила известность среди латвийской аудитории после участия в национальном отборочном конкурсе к «Евровидению-2012», где она исполнила свою песню «Freakin' Out».

## Биография
Лаура пела с детства, одновременно она училась в музыкальной школе по классу аккордеона, но ближе к сердцу Лауры оказалась гитара.
Хотя первые песни были написаны на латышском языке, впервые на сцене Лаура сыграла свои песни на латгальском языке. В 2007 году для участия в латгальском музыкальном фестивале «Muzykys Skrytuļs» совместно с сёстрами Яцинтой и Агнесе организовала группу «Alverna»; исполненные ими песни были записаны и услышаны на Latgale Radio.
Песни на латгальском языке и сегодня занимают значительную часть репертуара Лауры.
В 2012 году Лаура стала победителем конкурса исполнителей «Hello Daugavpils», организованного группой «A-Europa».
В 2013 году в сотрудничестве с латгальской рок-группой «Dabasu Durovys» был выпущен дебютный альбом «Es tikai ļaujūs», в который вошли композиции на разных языках.
В апреле 2015 года Лаура предложила слушателям свой второй альбом «Trīspuksti», записанный в сотрудничестве с музыкантом Валдисом Индришонком. Ряд песен этого альбома написаны на хокку поэтессы Эгиты Терезы Йонане.
Певица также известна среди других латвийских авторов, принимающих участие подделать сбор Lielkruzes 2012, Bard весенние и осенние концерты и музыкальные вечера бардовской Latvijas 2.rokkafejnīca. В 2014 году и в 2015 году Лаура выступила на концерте молодых исполнителей фестиваля «Bildes».
В 2013 году Лаура Бицане с поэтом-песенником Карлисом Казаком была представлена латышскими певцами на фестивале певческой поэзии «Tai-aš» в Литве. Его также играли за рубежом — во Франции, Германии, Бельгии, Литве.
Лаура концертирует в Латгалии в студенческом центре латвийских христианских событий, Даугавпилсский городской фестиваль, фестиваль Святого Иосифа в Ливберзе, музей ночных событий в Лиепайском фестивале «Любовь не умерла» франкоязычные дни в Риге Advent музыкального фестиваля и в других живых музыкальных фестивалях.
Лаура Бицане также организовала частные концерты как на своей родине в Латгалии, так и в других местах в Латвии (также в крупнейших городах — в Риге, Даугавпилсе, Лиепае, Вентспилсе
Премия «Латина Культура» «Boņuks» дважды присуждается Лауре в номинации «Ежегодный дебют в литературе» в 2010 году и в номинации «Годовой дебют в музыке» в 2012 году.
Песню «Mīļesteiba» со словами Писания из Послания к Коринфянам 1 Коринфянам можно назвать самой известной песней автора песен. Песня была записана в рамках проекта «Новая песня любви 2012».
Третий альбом Лауры, «Lauzīsimies cauri pūlim», вышел в мае 2017 года. Альбом содержит 9 песен на латышском, латгальском и английском языках, а также инструментальные композиции. В этом году Лаура также закончила Музыкальную среднюю школу Станиславы Брокки Даугавпилс и получила диплом классического гитарного класса.
В настоящее время автор песен работает над новыми песнями и проектами.

## Дискография
- 2013 Es tikai ļaujūs
- 2015 Trīspuksti
- 2017 Lauzīsimies cauri pūlim
- 2020 Ikdiena